# Colobothea
Colobothea är ett släkte av skalbaggar. Colobothea ingår i familjen långhorningar.

## Dottertaxa tillColobothea, i alfabetisk ordning[1]
- Colobothea aleata
- Colobothea amoena
- Colobothea andina
- Colobothea appendiculata
- Colobothea assimilis
- Colobothea bicuspidata
- Colobothea biguttata
- Colobothea bilineata
- Colobothea bisignata
- Colobothea bitincta
- Colobothea brullei
- Colobothea caramaschii
- Colobothea carneola
- Colobothea cassandra
- Colobothea centralis
- Colobothea chemsaki
- Colobothea chontalensis
- Colobothea cincticornis
- Colobothea colombiana
- Colobothea crassa
- Colobothea decemmaculata
- Colobothea declivis
- Colobothea delicata
- Colobothea denotata
- Colobothea destituta
- Colobothea discicollis
- Colobothea dispersa
- Colobothea distincta
- Colobothea elongata
- Colobothea emarginata
- Colobothea erythrophthalma
- Colobothea eximia
- Colobothea fasciata
- Colobothea fasciatipennis
- Colobothea femorosa
- Colobothea fibrosa
- Colobothea flavimacula
- Colobothea flavoguttata
- Colobothea flavomaculata
- Colobothea forcipata
- Colobothea geminata
- Colobothea grallatrix
- Colobothea grisescens
- Colobothea guatemalena
- Colobothea guttulata
- Colobothea hebraica
- Colobothea hirtipes
- Colobothea hondurena
- Colobothea humerosa
- Colobothea juncea
- Colobothea lateralis
- Colobothea leucophaea
- Colobothea lineatocollis
- Colobothea lucaria
- Colobothea luctuosa
- Colobothea lunulata
- Colobothea macularis
- Colobothea maculicollis
- Colobothea meleagrina
- Colobothea mimetica
- Colobothea mosaica
- Colobothea musiva
- Colobothea naevia
- Colobothea naevigera
- Colobothea nigromaculata
- Colobothea obconica
- Colobothea obtusa
- Colobothea obtusicarinata
- Colobothea olivencia
- Colobothea ordinata
- Colobothea osculatii
- Colobothea parcens
- Colobothea passerina
- Colobothea paulina
- Colobothea peruviana
- Colobothea pictilis
- Colobothea picturata
- Colobothea pimplaea
- Colobothea plagiata
- Colobothea plebeja
- Colobothea pleuralis
- Colobothea poecila
- Colobothea propinqua
- Colobothea pulchella
- Colobothea punctata
- Colobothea pura
- Colobothea ramosa
- Colobothea regularis
- Colobothea rincona
- Colobothea roppai
- Colobothea rubroornata
- Colobothea sahlbergi
- Colobothea schmidtii
- Colobothea scolopacea
- Colobothea securifera
- Colobothea sejuncta
- Colobothea seminalis
- Colobothea septemmaculata
- Colobothea seriatomaculata
- Colobothea sexagglomerata
- Colobothea sexmaculata
- Colobothea sexualis
- Colobothea signatipennis
- Colobothea signativentris
- Colobothea simillima
- Colobothea sinaloensis
- Colobothea socia
- Colobothea sordida
- Colobothea strigosa
- Colobothea styligera
- Colobothea subcincta
- Colobothea sublunulata
- Colobothea subtessellata
- Colobothea tristis
- Colobothea unilineata
- Colobothea varia
- Colobothea varica
- Colobothea vidua
- Colobothea viehmanni